# Duché de Mantoue
1530–1708
1791–1797
Entités précédentes :
- Maison de Gonzague

Entités suivantes :
- République transpadane

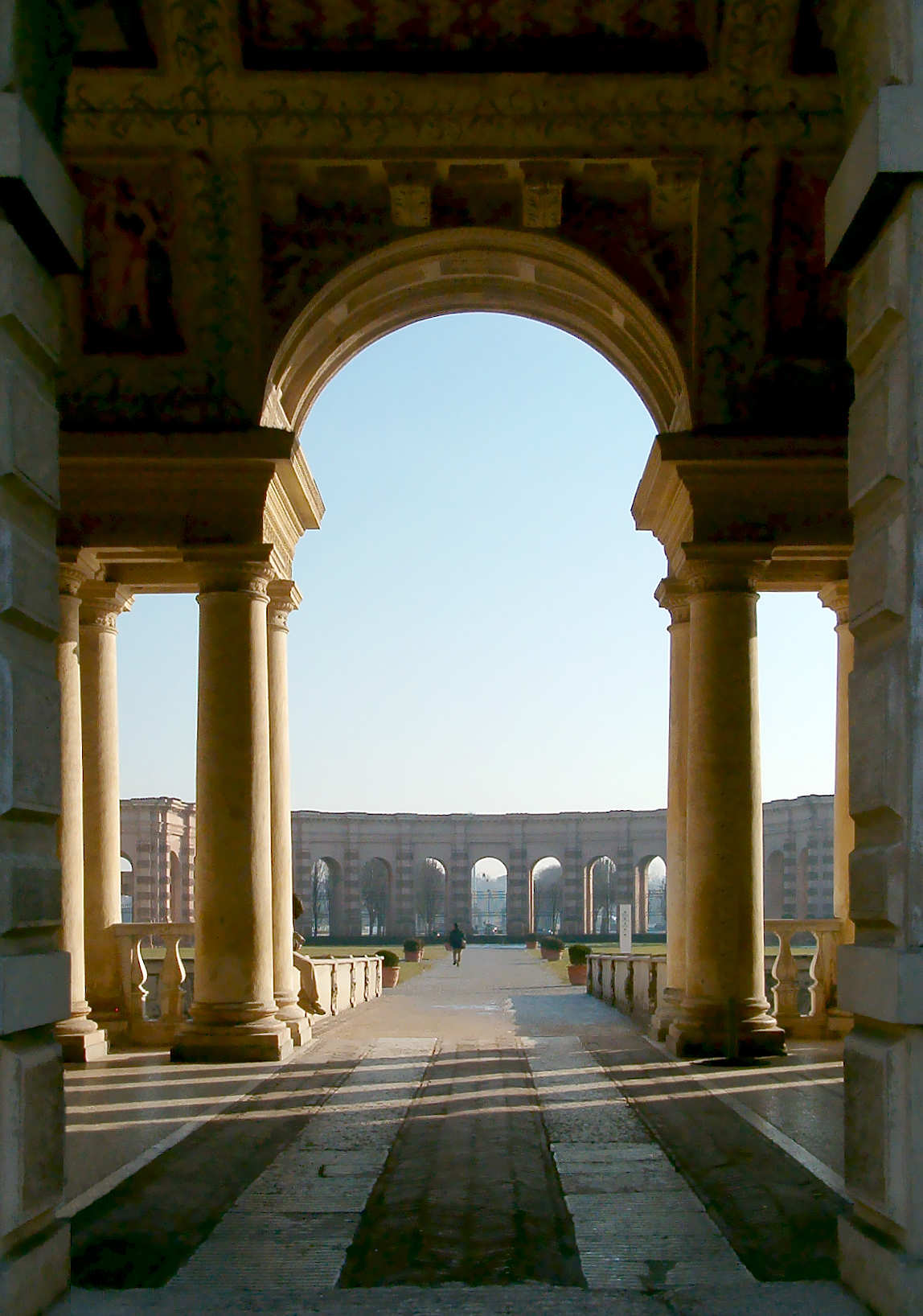
Le palais du Te

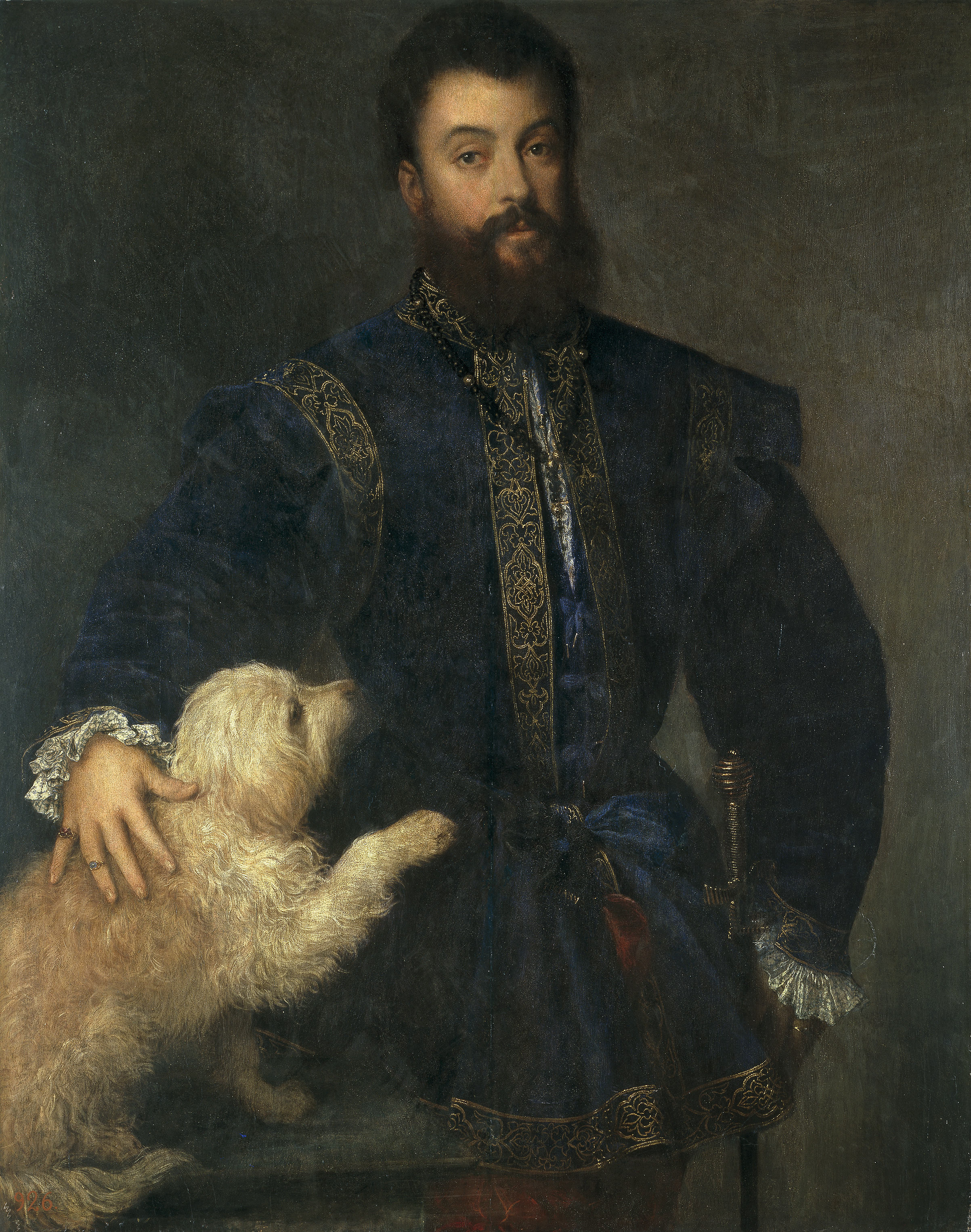
Frédéric II de Mantoue, par le Titien

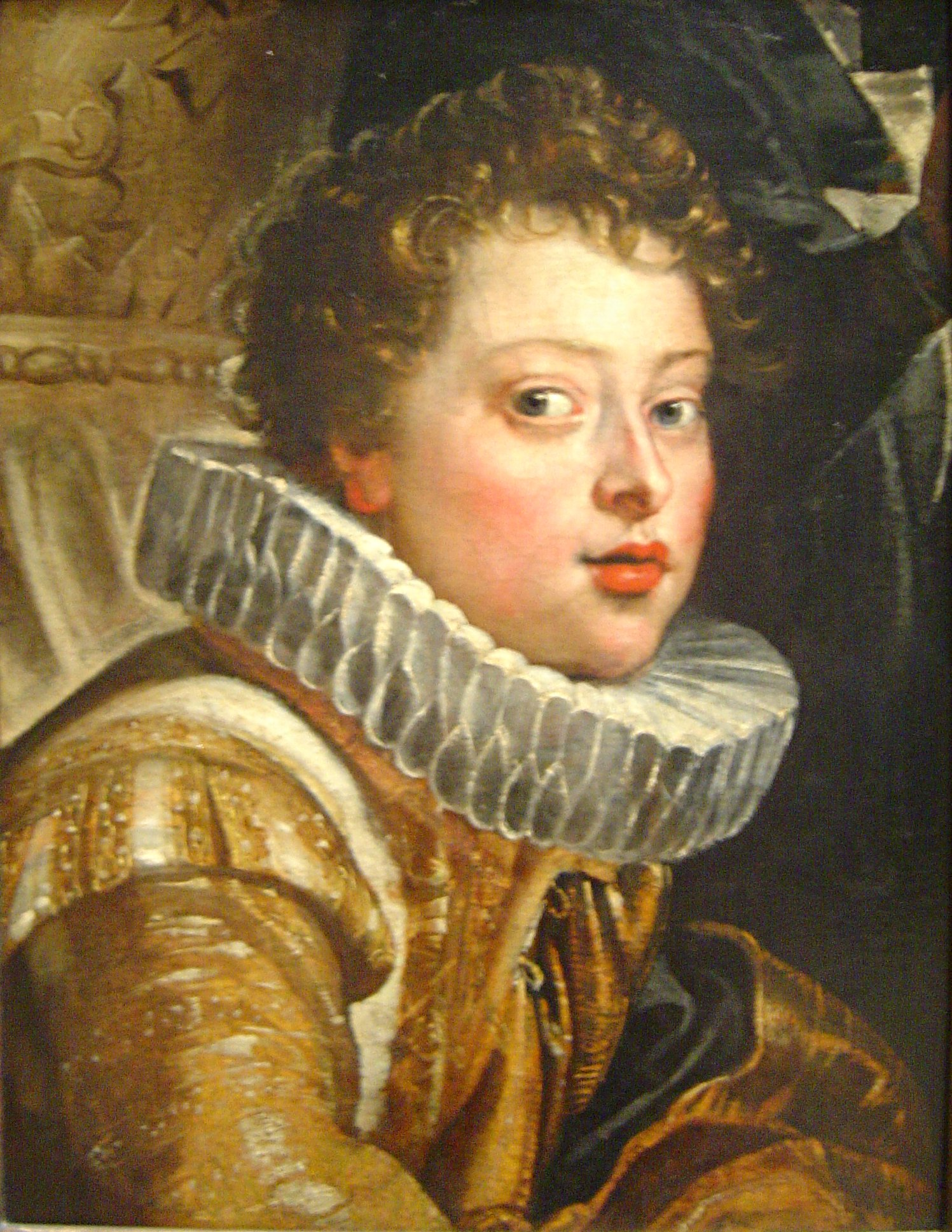
Vincent II de Mantoue, par Pierre Paul Rubens

Le duché de Mantoue (en italien, Ducato di Mantova) est une ancienne principauté italienne située en Lombardie, créée en 1530 pour le marquis de Mantoue Frédéric II de Gonzague et qui a duré jusqu'en 1797. 
Fief relevant du Saint-Empire romain germanique, le duché est gouverné par la maison de Gonzague jusqu'en 1708. Le dernier duc de Mantoue de cette famille, Charles III Ferdinand, est déchu par la Diète de Ratisbonne le 30 juin 1708 et le duché passe à la maison d'Autriche, une branche des Habsbourg. Le territoire du duché est réuni avec celui du duché de Milan au sein de la « Lombardie autrichienne ».
En 1797, son territoire est annexé par la République cisalpine, puis le royaume d'Italie établi par Napoléon, avant d'être rendu en 1814 à l'Autriche qui l'intègre dans le royaume de Lombardie-Vénétie.

## Histoire
Au XIe siècle Mantoue est la propriété de Boniface III de Toscane. Mathilde de Toscane (mort en 1115) est le dernier souverain de la famille. À sa mort, Mantoue, devenue une commune libre, est vigoureusement défendu par le Saint Empire jusqu'au XIIIe siècle.
En 1273, Pinamonte Bonacolsi profite de la querelle des Investitures pour s'emparer du pouvoir et est élu capitaine du peuple. Sa famille présidera alors à la destinée de Mantoue durant un demi-siècle, participant grandement à sa prospérité et à son développement artistique. 
Le 16 août 1328, Bonacolsi, Rinaldo, est renversé par une révolte soutenue par la Maison de Gonzague. Louis de Gonzague, qui avait été le podestat de la ville en 1318, est élu capitaine du peuple.

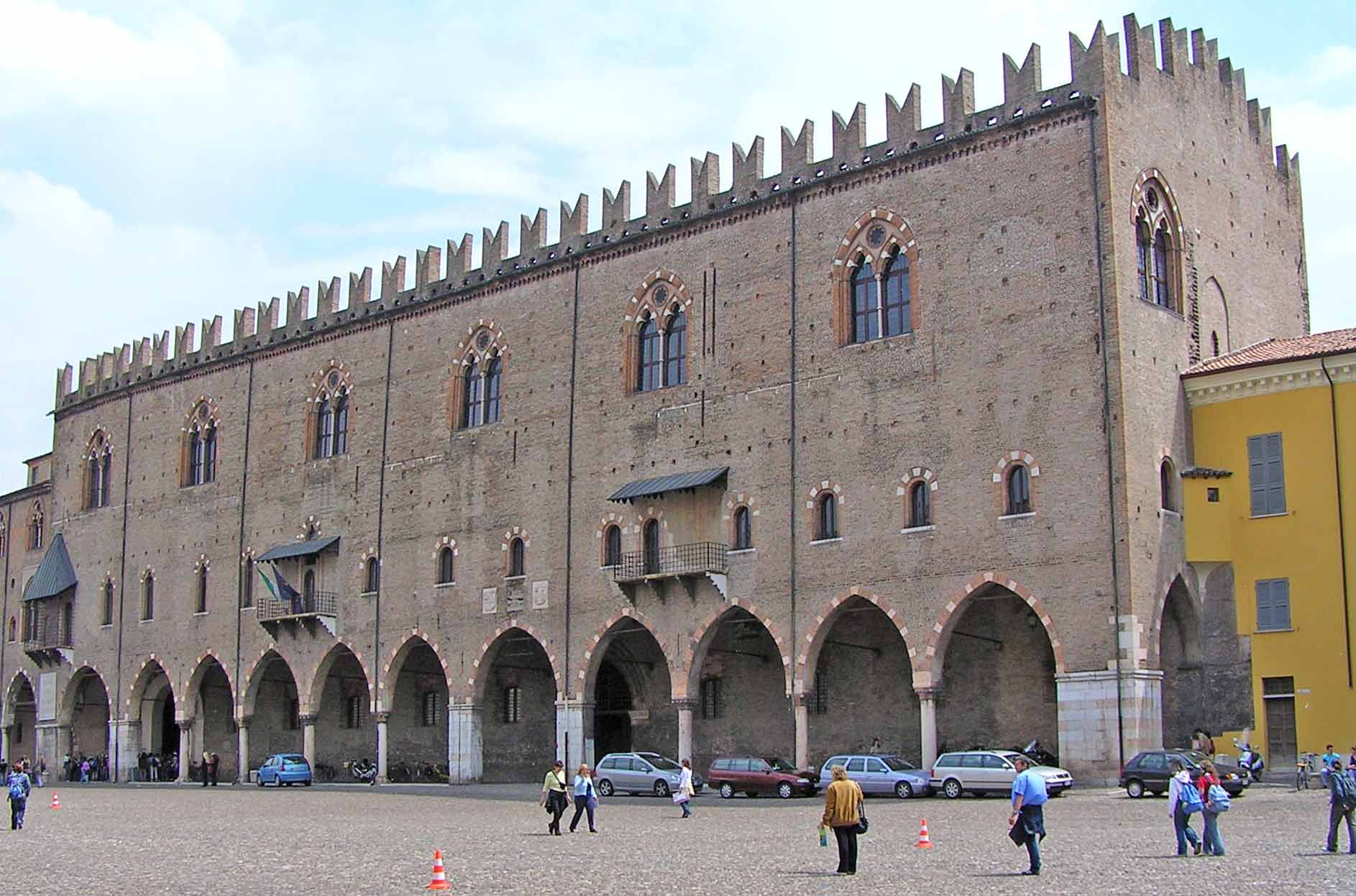
Le palais ducal

Au XIVe siècle, les Gonzague construisent de nouveaux remparts percés de cinq portes et rénovent l'architecture de la ville. La situation politique n'est pas réglée jusqu'à ce que Louis II de Gonzague, petit-fils de Louis de Gonzague, élimine ses parents, et s'empare du pouvoir. Grâce à un paiement de 120 000 florins d'or en 1433, Jean-François de Mantoue est nommé marquis de Mantoue par l'empereur Sigismond, dont il épouse la nièce Barbara de Brandebourg. En 1459 le pape Pie II tient une diète à Mantoue pour proclamer une croisade contre les Turcs. 
En 1530, l'empereur Charles Quint désigne Frédéric II de Mantoue comme premier duc de Mantoue. L'année suivante, par le mariage, la famille Gonzague acquiert le marquisat de Montferrat. Frédéric II commande à l'architecte Giulio Romano la construction du fameux palais du Te, à la périphérie de la ville, et améliore profondément l'urbanisme de la ville.
En 1624, Ferdinand de Mantoue transfère le siège ducal dans une nouvelle résidence, la Villa della Favorita, conçue par l'architecte Nicolò Sebregondi. En 1627, la ligne directe de la famille Gonzague prend fin avec Vincent II de Mantoue. La ville décline lentement sous ses nouveaux maîtres, les Gonzague de Nevers, une branche cadette et française de la famille. La guerre de Succession de Mantoue éclate en 1628. En 1630 une armée de 36 000 mercenaires impériaux assiègent Mantoue et y amènent la peste. La ville ne se remettra jamais de cette catastrophe.
Charles III Ferdinand de Mantoue est un duc incompétent dont le seul souci est d'organiser des fêtes et des représentations théâtrales. Il s'allie à la France dans la guerre de Succession d'Espagne. Après la défaite, il est destitué par l'empereur Joseph Ier et se réfugie à Venise, emportant avec lui un millier de tableaux. À sa mort, en 1708, les Gonzague perdent à jamais Mantoue en faveur des Habsbourg d'Autriche. Le territoire de Montferrat est cédé à Victor-Amédée II de Savoie. L'empereur compense la perte de Montferrat en cédant le duché de Cieszyn a Léopold Ier de Lorraine, héritier en ligne féminine des Gonzague. Le duché, désormais dépourvue de prince, est rattaché au duché de Milan, possession autrichienne à partir de 1714. Mantoue cesse alors d'être une principauté indépendante et disparaît de la carte politique de la Péninsule. L'histoire de l'ancien duché est désormais inséparable de celle du duché de Milan. Lors de la campagne d'Italie de Napoléon Bonaparte, le territoire appartient à la république cisalpine et devient un département sous le nom du département du Mincio.
Après l'abdication de Napoléon, l'ancien duché est rendu en 1815 à l'empereur François Ier par le congrès de Vienne et partagera désormais le sort du royaume de Lombardie-Vénétie.

## Seigneurs de Mantoue

### Capitaines du peuple
- Louis Ier de Mantoue (1328–1360)
- Guy de Mantoue (1360–1369), fils de Louis Gonzague
- Louis II de Mantoue (1369–1382), fils de Guy
- François Ier de Mantoue (1382–1407), fils de Louis Ier
- Jean-François de Mantoue (1407–1433), fils de François Ier

### Marquis de Mantoue
- Jean-François de Mantoue, (1433–1444), fils de François Ier
- Louis III de Mantoue (1444–1478), fils de Jean-François
- Frédéric Ier de Mantoue (1478–84), fils de Louis III
- François II de Mantoue (1484–1519), fils de Frédéric Ier
- Frédéric II de Mantoue (1519–1530), fils de François II

### Duc de Mantoue
- Frédéric II de Mantoue (1530–1540; aussi marquis de Montferrat à partir de 1536)
- François III de Mantoue (1540–1550), fils de Frédéric II
- Guillaume de Mantoue (1550–1587; aussi duc de Montferrat depuis 1574), frère de François III
- Vincent Ier de Mantoue (1587–1612), fils de Guillaume (sa fille, Éléonore de Mantoue (1598–1655) est l'épouse de Ferdinand II du Saint-Empire)
- François IV de Mantoue (1612), fils de Vincent Ier
- Ferdinand de Mantoue (1612–1626), frère de Francis IV
- Vincent II de Mantoue (1626–1627), frère de Ferdinand

Le duché de Mantoue échoie à la branche cadette des Gonzague, les ducs de Nevers.
- Charles Ier de Mantoue (1627–1637)
- Charles II de Mantoue (1637–1665), petit-fils de Charles Ier (sa sœur, Éléonore de Nevers-Mantoue est l'épouse de Ferdinand III du Saint-Empire
- Charles III Ferdinand de Mantoue (1665–1708), fils de Charles II

## Source de traduction
- (en) Cet article est partiellement ou en totalité issu de l’article de Wikipédia en anglais intitulé « Duchy of Mantua » (voir la liste des auteurs).